# Hai, Pokrovske
Hai (în ucraineană Гай) este un sat în comuna Oleksandrivka din raionul Pokrovske, regiunea Dnipropetrovsk, Ucraina.

## Demografie
Componența lingvistică a localității Hai
     Ucraineană (91,67%)
     Rusă (8,33%)
Conform recensământului din 2001, majoritatea populației localității Hai era vorbitoare de ucraineană (91,67%), existând în minoritate și vorbitori de rusă (8,33%).